# Hans Berenberg
Hans Berenberg (* 1. November 1561 in Lier; † 10. Januar 1626 in Hamburg) war ein niederländischer Kaufmann und Gründer der Berenberg Bank.

## Leben und Wirken
Hans Berenberg stammte aus Lier nahe Antwerpen. Sein Vater arbeitete dort als vermögender Tuchhändler. Gemeinsam mit seinem Bruder Paul (1566–1645) zog er nach Hamburg, wo beide ab 1588 nachgewiesen werden können. Die protestantischen Brüder erwarben nicht das Hamburger Bürgerrecht. Durch einen „Niederländer-Kontrakt“, den sie 1605 unterschrieben, hatten sie aber de facto die gleichen Rechte wie Hamburger Bürger, konnten jedoch keine bürgerlichen Ehrenämter übernehmen.
Beide Brüder trieben gemeinsam Handel, wobei sie auch auf eigene Rechnung arbeiteten. Sie belieferten die Merchant Adventurers mit Waren, die diese in der Textilverarbeitung einsetzten. Dazu gehörten der rote Farbstoff Breslauer Röte, oberdeutscher Barchent, der blaue Farbstoff Indigo und Mullgewebe in Leinwandbindung. Im Gegenzug erwarben sie die Textilien der Adventurers. Die Berenbergs bezogen Pistazien, Mandeln, Kämme, Farbholz und von Kupferplatten gewonnenen Grünspan zur Textilienfärbung aus Marseille. In Amsterdam kauften sie Kattun und Pfeffer, in San Lucar den Farbstoff Cochenille und Ingwer, in Lissabon Salz und in Archangelsk Roggen. Ihr als Properhandel firmierendes Unternehmen lieferte Sayen (leichtes Tuch) nach Venedig, Wachs nach Sevilla und Gewürze nach Danzig. Neben dem Warenhandel betätigten sich die Berenbergs auch im Speditions- und Kommissionsgeschäft.
Hans Berenberg wohnte mit seiner Familie in einem Haus im Kirchspiel Nikolai. Außerdem hatte er einen Garten vor dem Dammtor, der im Bereich der heutigen Kreuzung Große Bleichen/Fuhlentwiete lag. Gemeinsam mit seinem Bruder Paul setzte er sich in der Niederländischen Armen-Casse für bedürftige Landsleute ein und engagierte sich für das Hamburger Waisenhaus.

## Familie
Hans Berenberg war verheiratet mit Anna Schelling, sein Bruder Paul mit deren Schwester Francina Schelling. Hans und Anna Berenberg hatten sieben Kinder. Die Tochter Francina heiratete Arnold Amsinck. Dieser bemühte sich um die Eindeichung Nordstrands, verlor sein Vermögen aber bei der Burchardiflut 1634. Die Tochter Anna heiratete den Hamburger Ratsherrn Hermann Langenbeck. Die Söhne Hans und Andreas führten, wie nachfolgende Generationen, die Geschäfte Hans Berenbergs fort. Die Ur-Ur-Ur-Enkelin Elisabeth Berenberg heiratete als letztes Mitglied der Familie Berenberg 1768 Johann Hinrich Gossler. Dieser führte die Geschäfte ab 1769 als Joh. Berenberg & Gossler, ab 1791 als Joh. Berenberg, Gossler & Co. fort. Das Unternehmen, das sich zunehmend auf Bankgeschäfte konzentrierte, besteht bis heute als Joh. Berenberg, Gossler & Co. KG.